# Ischyroceridae
Famille
Les Ischyroceridae sont une famille de crustacés amphipodes. 

## Genres
Selon World Register of Marine Species (6 février 2018) :
- sous-famille Bonnierellinae Myers & Lowry, 2003
  - genre Bogenfelsia J.L. Barnard, 1962
  - genre Bonnierella Chevreux, 1900
- sous-famille Ischyrocerinae Stebbing, 1899
  - genre Africoecetes Just, 1983
  - genre Alatajassa Conlan, 2007
  - genre Ambicholestes Just, 1998
  - genre Australoecetes Just, 1983
  - genre Bathyphotis Stephensen, 1944
  - genre Bathypoma Lowry & Berents, 1996
  - genre Belkginoecetes Just, 2012
  - genre Borneoecetes Barnard & Thomas, 1984
  - genre Bubocorophium G. Karaman, 1981
  - genre Caribboecetes Just, 1983
  - genre Cephaloecetes Just, 2012
  - genre Cerapus Say, 1817
  - genre Concholestes Giles, 1888
  - genre Corocubanus Ortiz & Nazabal, 1984
  - genre Coxyschyrocerus Just, 2009
  - genre Dercothoe Dana, 1852
  - genre Ericthonius H. Milne Edwards, 1830
  - genre Isaeopsis K.H. Barnard, 1916
  - genre Ischyrocerus Krøyer, 1838
  - genre Jassa Leach, 1814
  - genre Microjassa Stebbing, 1899
  - genre Myersius Souza-Filho & Serejo, 2014
  - genre Neoecetes Just, 2012
  - genre Neoischyrocerus Conlan, 1995
  - genre Notopoma Lowry & Berents, 1996
  - genre Paracerapus Budnikova, 1989
  - genre Paradryope Stebbing, 1888
  - genre Parajassa Stebbing, 1899
  - genre Polynesoecetes Myers, 1989
  - genre Pseudericthonius Schellenberg, 1926
  - genre Pseudischyrocerus Schellenberg, 1931
  - genre Rhinoecetes Just, 1983
  - genre Ruffojassa Vader & Myers, 1996
  - genre Runanga J.L. Barnard, 1961
  - genre Scutischyrocerus Myers, 1995
  - genre Sinoecetes Ren, 2012
  - genre Siphonoecetes Krøyer, 1845
  - genre Tropicoecetes Just, 2012
  - genre Tropischyrocerus Just, 2009
  - genre Ventojassa J.L. Barnard, 1970
  - genre Veronajassa Vader & Myers, 1996

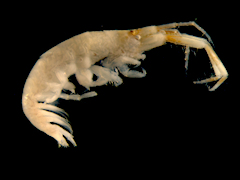
Siphonoecetes kroyeranus